# Универзитет Исланда
Универзитет Исланда (исл. Háskóli Íslands) је државни универзитет у Рејкјавику и највећа и најстарија установа високог образовања у земљи.